# Mesosemia thymetina
Mesosemia thymetina är en fjärilsart som beskrevs av Butler 1869. Mesosemia thymetina ingår i släktet Mesosemia och familjen Riodinidae. Inga underarter finns listade i Catalogue of Life.